# Melocalamus mastersii
Melocalamus mastersii är en gräsart som först beskrevs av William Munro, och fick sitt nu gällande namn av Radha Binod Majumdar. Melocalamus mastersii ingår i släktet Melocalamus och familjen gräs. Inga underarter finns listade i Catalogue of Life.